# Indianapolis 500 in 1990
De 74e Indianapolis 500 werd gereden op zondag 27 mei 1990 op de Indianapolis Motor Speedway. Nederlands coureur Arie Luyendyk won de race voor de eerste keer in zijn carrière. Hij reed de race met een gemiddelde snelheid van 299,307 km/h, een record dat standhield tot 2013.

## Startgrid
| Rij | Binnen                | Midden           | Buiten            |
| --- | --------------------- | ---------------- | ----------------- |
| 1   | Emerson Fittipaldi    | Rick Mears       | Arie Luyendyk     |
| 2   | Bobby Rahal           | Michael Andretti | Mario Andretti    |
| 3   | Al Unser Jr.          | A.J. Foyt        | Danny Sullivan    |
| 4   | John Andretti         | Dominic Dobson   | Randy Lewis       |
| 5   | Tony Bettenhausen Jr. | Eddie Cheever    | Kevin Cogan       |
| 6   | Tero Palmroth         | Raul Boesel      | Gary Bettenhausen |
| 7   | Geoff Brabham         | Didier Theys     | Scott Goodyear    |
| 8   | Pancho Carter         | Teo Fabi         | Dean Hall         |
| 9   | Tom Sneva             | Scott Brayton    | Stan Fox          |
| 10  | Roberto Guerrero      | Jim Crawford     | Al Unser          |
| 11  | Bill Vukovich III     | John Paul Jr.    | Rocky Moran       |

## Race
Emerson Fittipaldi reed de eerste 92 ronden aan de leiding van de race, maar moet dan twee niet-geplande pitstops maken toen hij problemen kreeg met zijn banden. Ook Bobby Rahal, die later in de race aan de leiding kwam kreeg problemen met zijn banden, waardoor Arie Luyendyk snel dichterbij kon komen. De Nederlander kwam in de 168e ronde aan de leiding en reed zijn wagen met een gemiddelde snelheid van 299,307 km/h naar de finish. Het was zijn eerste Indy 500 overwinning, hij won de race een tweede keer in 1997.
| #                                                                                      | Coureur               | Auto             | Ronden | Opgave     |
| -------------------------------------------------------------------------------------- | --------------------- | ---------------- | ------ | ---------- |
| 1                                                                                      | Arie Luyendyk         | Lola-Chevrolet   | 200    |            |
| 2                                                                                      | Bobby Rahal           | Lola-Chevrolet   | 200    |            |
| 3                                                                                      | Emerson Fittipaldi    | Penske-Chevrolet | 200    |            |
| 4                                                                                      | Al Unser Jr.          | Lola-Chevrolet   | 199    |            |
| 5                                                                                      | Rick Mears            | Penske-Chevrolet | 198    |            |
| 6                                                                                      | A.J. Foyt             | Lola-Chevrolet   | 194    |            |
| 7                                                                                      | Scott Brayton         | Lola-Cosworth    | 194    |            |
| 8                                                                                      | Eddie Cheever (R)     | Penske-Chevrolet | 193    |            |
| 9                                                                                      | Kevin Cogan           | Penske-Buick     | 191    |            |
| 10                                                                                     | Scott Goodyear (R)    | Lola-Judd        | 191    |            |
| 11                                                                                     | Didier Theys          | Penske-Buick     | 190    |            |
| 12                                                                                     | Tero Palmroth         | Lola-Cosworth    | 188    |            |
| 13                                                                                     | Al Unser              | March-Alfa Romeo | 186    |            |
| 14                                                                                     | Randy Lewis           | Penske-Buick     | 186    |            |
| 15                                                                                     | Jim Crawford          | Lola-Buick       | 183    |            |
| 16                                                                                     | John Paul Jr.         | Lola-Buick       | 176    | Mechanisch |
| 17                                                                                     | Dean Hall (R)         | Lola-Cosworth    | 165    | Mechanisch |
| 18                                                                                     | Teo Fabi              | March-Porsche    | 162    | Mechanisch |
| 19                                                                                     | Geoff Brabham         | Lola-Judd        | 161    |            |
| 20                                                                                     | Michael Andretti      | Lola-Chevrolet   | 146    | Mechanisch |
| 21                                                                                     | John Andretti         | March-Porsche    | 136    | Ongeval    |
| 22                                                                                     | Dominic Dobson        | Lola-Cosworth    | 129    | Mechanisch |
| 23                                                                                     | Roberto Guerrero      | March-Alfa Romeo | 118    | Mechanisch |
| 24                                                                                     | Bill Vukovich III     | Lola-Buick       | 102    | Mechanisch |
| 25                                                                                     | Rocky Moran           | Lola-Buick       | 88     | Mechanisch |
| 26                                                                                     | Tony Bettenhausen Jr. | Lola-Buick       | 76     | Mechanisch |
| 27                                                                                     | Mario Andretti        | Lola-Chevrolet   | 60     | Mechanisch |
| 28                                                                                     | Raul Boesel           | Lola-Judd        | 60     | Mechanisch |
| 29                                                                                     | Pancho Carter         | Lola-Cosworth    | 59     | Ongeval    |
| 30                                                                                     | Tom Sneva             | Penske-Buick     | 48     | Mechanisch |
| 31                                                                                     | Gary Bettenhausen     | Lola-Buick       | 39     | Mechanisch |
| 32                                                                                     | Danny Sullivan        | Penske-Chevrolet | 19     | Ongeval    |
| 33                                                                                     | Stan Fox              | Lola-Buick       | 10     | Mechanisch |
| Gemiddelde snelheid : 299,307 km/h - Snelste Ronde : Fittipaldi & Luyendyk, 358,2 km/h |                       |                  |        |            |
| Aantal neutralisaties : 4 (28 van de 200 ronden in totaal)                             |                       |                  |        |            |